# さいたま市立白幡中学校
さいたま市立白幡中学校（さいたましりつ しらはたちゅうがっこう）は、埼玉県さいたま市南区にある公立中学校。校地には白幡中学校校庭内遺跡があり、弥生時代の住居が見つかっている。

## 沿革
- 1947年（昭和22年）4月 - 浦和市立商業高校（現・埼玉県立浦和商業高等学校）の校舎の一部を借用し、浦和市立白幡中学校が開校。
- 1949年（昭和24年）8月 - 隣接地に校舎を新築移転。
- 1950年（昭和25年）1月 - 校歌制定（作詞：下山懋、作曲：下総皖一）
- 1965年（昭和40年）4月 - 体育館が完成。
- 1992年（平成4年）1月 - 重層体育施設（尚武館・プール）が完成。
- 2001年（平成13年）5月1日 - さいたま市誕生に伴い、校名をさいたま市立白幡中学校に改称。

## 部活動

### 運動部
- 陸上部
- 卓球部
- 水泳部
- 男子バレーボール部
- 女子バレーボール部
- 野球部
- 男子バスケットボール部
- 女子バスケットボール部
- 男子ソフトテニス部
- 女子ソフトテニス部
- 剣道部
- サッカー部

### 文化部
- 吹奏楽部
- 音楽部(軽音楽)
- 家庭科部
- 美術部
- 茶道部
- 囲碁将棋部
- ダンス部

## 出身著名人
- タケカワユキヒデ（シンガーソングライター、ゴダイゴのメインボーカル） - 2008年には40年ぶりに母校に帰るという番組の企画で凱旋し、体育館でライブを行った。
- 竹内結子（女優）
- 田北雄気（元サッカー選手）
- 水間百合子（元女子サッカー選手）
- 町田也真人（サッカー選手）
- 奥村晃司（サッカー選手）
- 小嶋花梨（NMB48 キャプテン）
- 大芝りんか（SKE48）

## アクセス
- JR埼京線・武蔵野線武蔵浦和駅

## 周辺

### 道路
- 埼玉県道213号曲本さいたま線（田島通り）
- 国道17号（中山道）
- 白幡緑道（さいたま市立岸町小学校南門から白幡沼西岸を通って田島通りへ至る遊歩道）

### 河川・湖沼
- 白幡沼
- 笹目川

### 施設
- さいたま市立岸町小学校
- 埼玉県立浦和商業高等学校
- さいたま市立浦和別所小学校
- さいたま中央郵便局
- 睦神社
- さいたま市立岸町公民館